# Sînevîrska Poleana, Boureni
Sînevîrska Poleana (în ucraineană Синевирська Поляна) este localitatea de reședință a comunei Sînevîrska Poleana din raionul Boureni, regiunea Transcarpatia, Ucraina.

## Demografie
Componența lingvistică a localității Sînevîrska Poleana
     Ucraineană (100%)
Conform recensământului din 2001, toată populația localității Sînevîrska Poleana era vorbitoare de ucraineană (100%).